# Pons av Toulouse
Pons av Toulouse, född 991, död 1060, var en regerande greve av Toulouse från 1037 till 1061. 